# Wilhelm Stonawski
Wilhelm Stonawski (ur. 24 listopada 1926 r. w Bystrzycy, zm. 5 maja 2009) – duchowny luterański, w latach 1989–1991 biskup Śląskiego Kościoła Ewangelickiego Augsburskiego Wyznania w Republice Czeskiej, a w latach 1991–2000 biskup Luterańskiego Ewangelickiego Kościoła Augsburskiego Wyznania w Republice Czeskiej.

## Życiorys
Odbył studia teologiczne na uniwersytecie w Bratysławie. Był proboszczem parafii Śląskiego Kościoła Ewangelickiego Augsburskiego Wyznania w Republice Czeskiej m.in. w Czeskim Cieszynie. W październiku 1989 synod tego Kościoła wybrał go na zwierzchnika Kościoła, po czym w listopadzie 1989 został konsekrowany przez biskupów Janusza Narzyńskiego, Dietera Knalla i Rudolfa Koštiala. W 1991 w związku z konfliktem wewnątrzkościelnym został pozbawiony urzędu. Następnie stanął na czele nowo utworzonego Luterańskiego Ewangelickiego Kościoła Augsburskiego Wyznania w Republice Czeskiej, w którym sprawował urząd biskupa do 2000.
W Polsce wydano przetłumaczoną przez niego książkę: Aiden W. Tozer, Poranki z Bogiem, Wydawnictwo CLC, Katowice 2017 ISBN 978-83-64837-15-9.